# Fédération d'Afrique de l'Est
Fédération d'Afrique de l'Est
(en) East African Federation 
(sw) Shirikisho la Afrika Mashariki 
La Fédération d'Afrique de l'Est (en swahili Shirikisho la Afrika Mashariki, en anglais East African Federation) est un projet d'État souverain qui, s'il venait à voir le jour, serait issu de la fédération (union politique) des États membres de la Communauté d'Afrique de l'Est : Burundi, république démocratique du Congo, Kenya, Ouganda, Rwanda, Somalie, Soudan du Sud et Tanzanie.
La monnaie proposée pour l'union est le shilling est-africain. Avec 4 786 331 km2, la Fédération d'Afrique de l'Est deviendrait la nation la plus étendue d'Afrique et la septième au niveau mondial. Avec une population de plus de 307 600 000 habitants[Quand ?], elle serait aussi l'État le plus peuplé d'Afrique et le quatrième au niveau mondial[réf. nécessaire]. La densité de population serait de 64 hab./km2. Le FMI estime son PIB (PPP) à 131 772 000 $US[Quand ?], ce qui en ferait le quatrième plus important d'Afrique et le 55e au monde. Le PIB par habitant serait de 1 036 $US. La langue vernaculaire serait le swahili et la langue officielle serait l'anglais. La capitale proposée est la ville tanzanienne d'Arusha, près de la frontière kényane. Arusha est l'actuel quartier général de la Communauté est-africaine.
La fédération des actuels États de la Communauté d'Afrique de l'Est en un unique État est discutée, avec des premières estimation pour la fondation de la fédération en 2013. En 2010, la CAE a lancé son propre marché commun pour les biens, le travail et les capitaux dans la région, avec le but d'une monnaie commune dès 2012 et une fédération politique totale en 2015. Cependant, en 2023 justement, l'union monétaire, et donc a fortiori l'union politique, n'a pas encore lieu.
En septembre 2018, un comité est formé pour entamer le processus de rédaction d'une constitution régionale. Un premier projet devrait être disponible en 2021. L'introduction d'une monnaie commune est prévue pour 2023.

## Voir Aussi
- Liste des régions de la Communauté d'Afrique de l'Est par IDH